# 1981年西班牙未遂政变
1981年西班牙未遂政变（西班牙語：Intento de Golpe de Estado de España de 1981），简称23-F，是1981年2月23日下午发生在西班牙的一场未遂政變。西班牙国民警卫队中校安东尼奥·特赫罗带领约一百五十名军人，冲进眾議院，武力劫持正在开会的众议员和内阁成员，企图推翻政府。在胡安·卡洛斯国王的指挥下，政府军在政变发生18小时后和平解放众议院。

## 背景
西班牙民主转型
1975年11月，西班牙独裁者佛朗哥病逝。他的继任者胡安·卡洛斯宣布改革独裁体制，推行政治民主化。他先后颁布了政治改革法，使一些左翼政党取得了合法地位。1977年又举行了议会选举，是1939年西班牙内战结束后近40年来的首次大选。1978年的公投通过了42年来的第一部宪法，确定西班牙为议会君主制政体。
但是，从民主化进程的第一天起，维护独裁制和要求民主两派势力之间的斗争一直没有停止。佛朗哥主义及其追随者仍然保留了相当大的势力。在军队尤为突出。1978年，西班牙发生了一次反对民主化进程的未遂政变“银河行动”。
首相辞职
1980年，受西方经济衰退的影响，西班牙经济处于停滞状态，在石油供应、通货膨胀和失业等方面的困难更为突出。同时，西班牙恐怖活动也呈逐年增加的趋势，1980年死于埃塔等恐怖组织暗杀的人数达到128人的新高峰。此外，在西班牙某些行政区实行自治问题上，各党派间存在分歧。其中，巴斯克、加泰罗尼亚等地区相继宣布自治。
在这些压力下，首相阿道弗·苏亚雷斯在1981年1月29日举行的内阁会议上宣布辞去首相职务。负责经济事务的第二副首相卡尔沃-索特洛成为新首相人选。

## 经过
1981年2月23日下午，正当西班牙眾議院举行全体会议，对新首相人选卡爾沃-索特洛进行第二轮信任投票时，大约一百五十名国民警卫队军人在安东尼奥·特赫罗中校的带领下，冲进会场。他们向会议厅的天花板开了数枪，然后带走了西班牙看守内阁首相阿道弗·苏亚雷斯、负责安全事务和国防的第一副首相曼努埃尔·古铁雷斯·梅利亚多等内阁成员，还带走了工人社会党总书记费利佩·冈萨雷斯和共产党总书记圣地亚哥·卡里略。

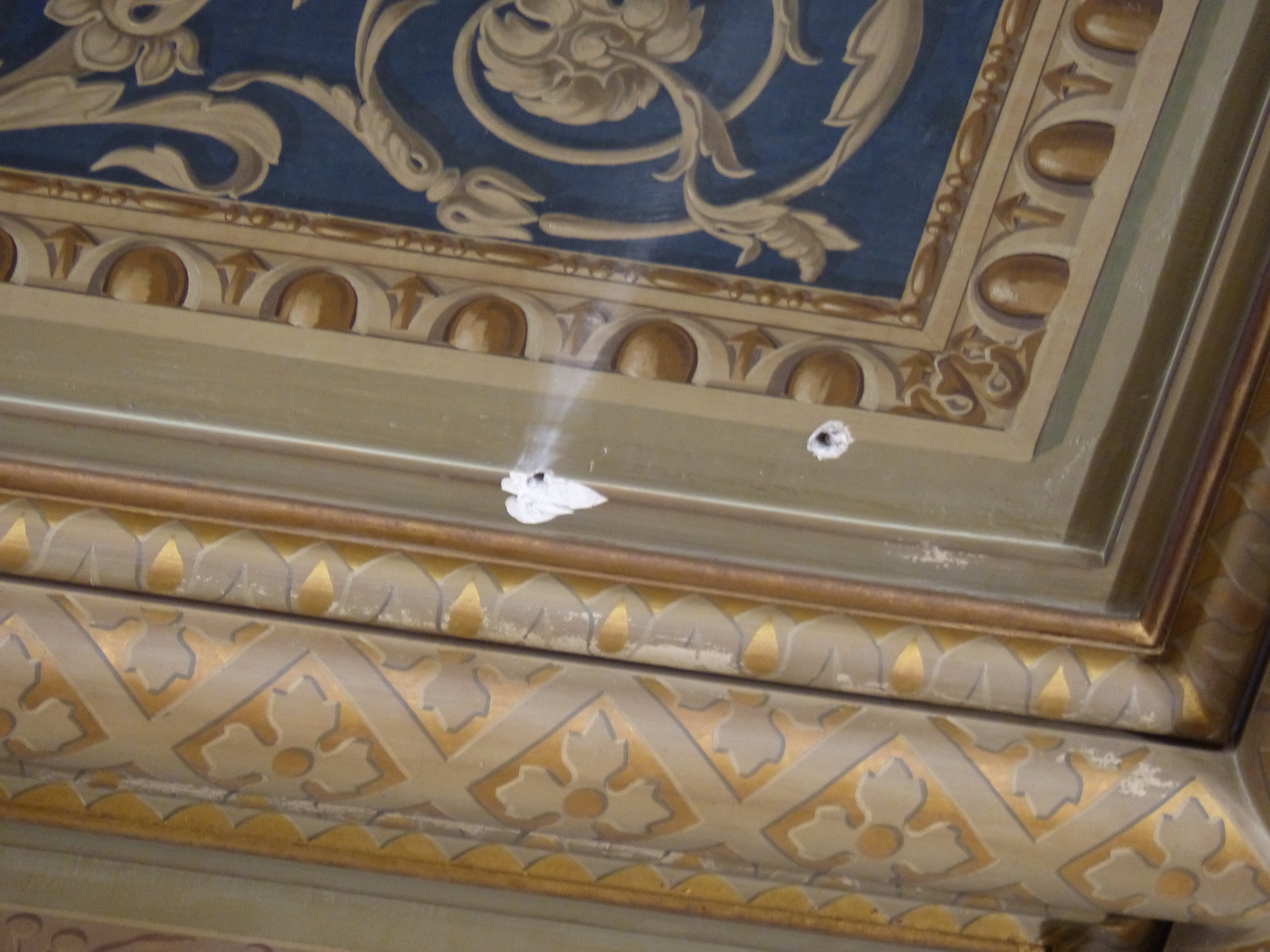
众议院天花板残留的弹孔痕迹，拍摄于2015年9月

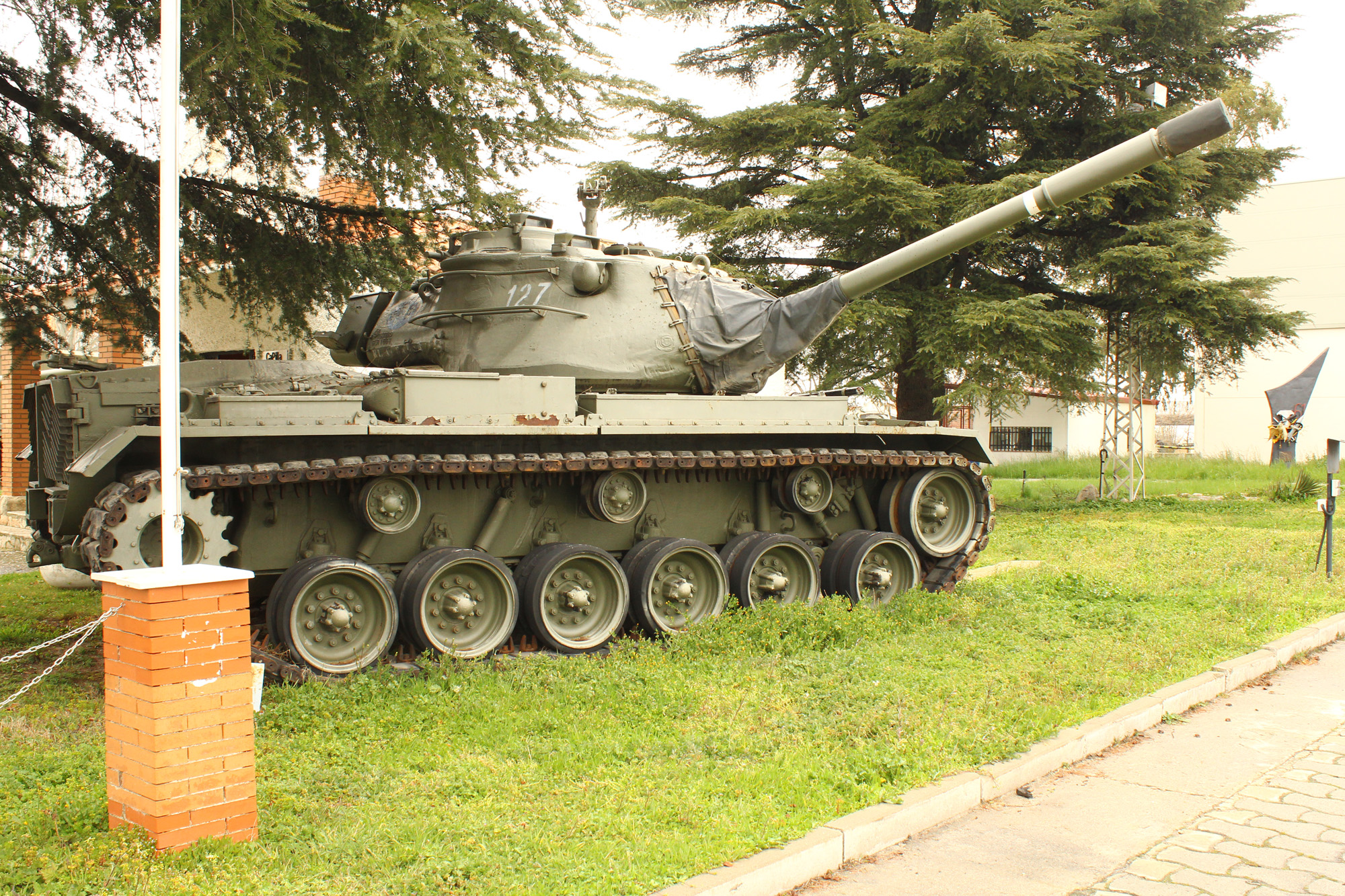
2月23日，M47巴頓坦克被巴伦西亚军区司令米兰斯·德尔博什中将调到街头

在此期间，西班牙各地局势平静。只是在事件发生后几小时，巴伦西亚军区司令海梅·米兰斯·德尔博什中将宣布巴伦西亚地区处于紧急状态。他是佛朗哥的支持者。
事件发生后，西班牙国王兼武装部队总司令胡安·卡洛斯紧急召集三军参谋长和内阁副大臣（正职大臣已被扣作人质）开会商量对策。第二日凌晨，国王发表了全国电视讲话，表示已经下令军政当局采取一切必要措施来维护安全秩序。西班牙除巴伦西亚的绝大部分军区负责人和军队表示效忠国王。
在政府军队的包围下，叛乱分子于24日清晨投降，并向政府交出了被扣押18小时的人质。政变以失败告终。此次事件没有造成任何人员伤亡。

## 事后
2月24日，政变首领安东尼奥·特赫罗中校和第三军区司令米兰斯·德尔博什中将等十几人被逮捕。
2月25日，众议院重新举行了信任投票，原来在第一轮投票中投反对票的议员，这次改投了弃权票或赞成票。最终，卡尔沃-索特洛获得了186票的绝对多数，当选首相。
5月23日上午，24名武装人员占领巴塞罗那中央银行，扣留了当时在银行内的所有工作人员和顾客。他们要求政府释放2月23日右派政变的主要人物特赫罗等。在经过近36小时的谈判和斗争之后，于24日晚上平息。国民警察逮捕了10名武装占领者，击毙1人，另有13人逃跑。

### 审判
经过近一年的调查，检察官以“军事叛乱罪”对策动和参与政变的33名主要人物进行起诉，交付最高军事法庭审理。受审的33人中，除1名文职人员外，其余全是军人。
1982年6月3日下午，西班牙最高军事法庭作出了最终判决。其中两名主犯（安东尼奥·特赫罗中校和米兰斯·德尔博什中将）被判处三十年有期徒刑，另外有20人分别被判处一至六年徒刑，其余11名被告被宣判无罪。

## 纪念

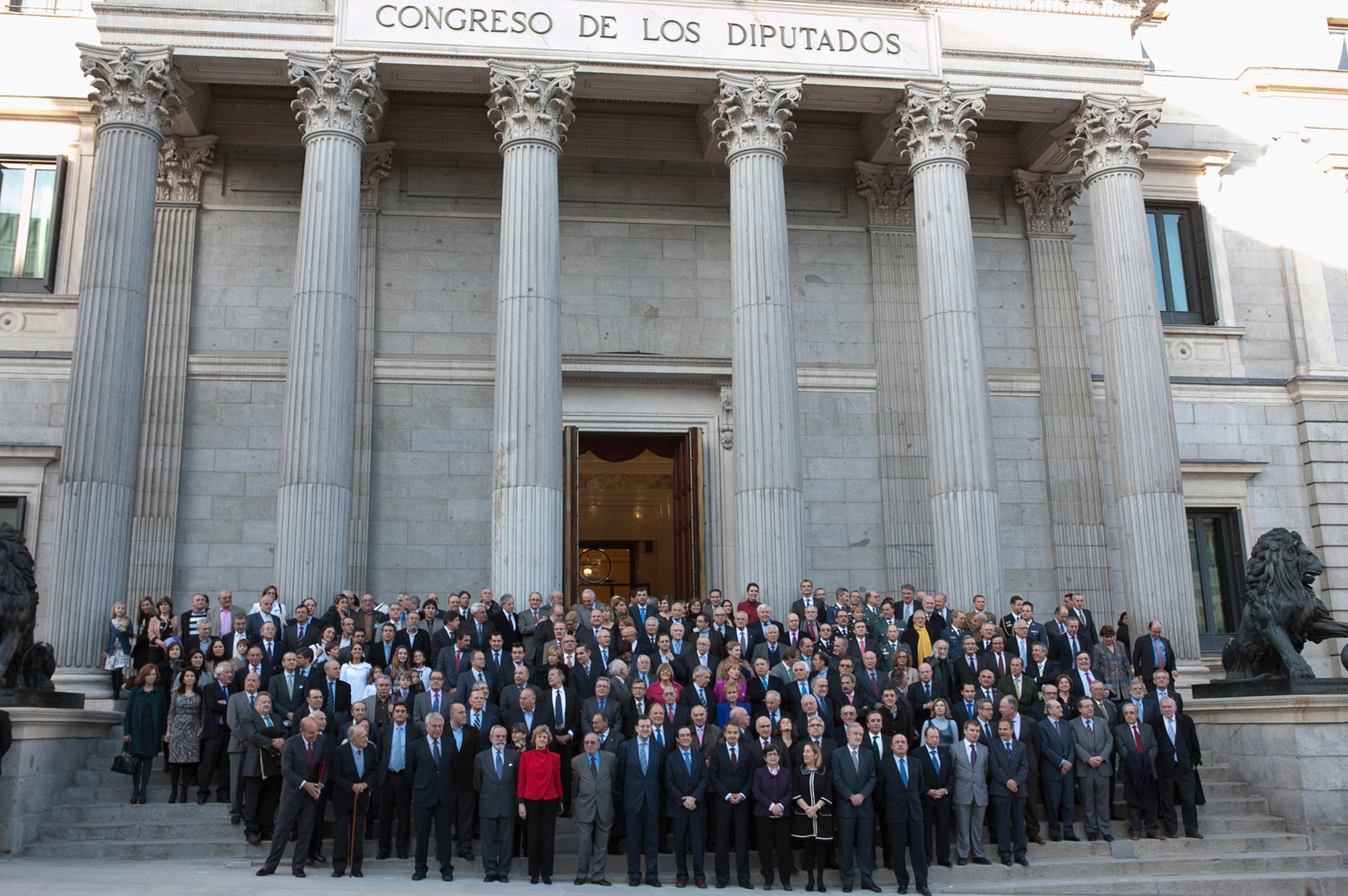
2011年2月23日，西班牙议会举行的纪念活动

每到2月23日，西班牙民众都会举行集会，对老国王胡安·卡洛斯致以深深的敬意。

## 扩展阅读
- 保罗·普雷斯顿. . 由李永学翻译. 上海社会科学院出版社. 2017年. ISBN 9787552015164.
- 保罗·普雷斯顿. . 由李永学翻译. 上海社会科学院出版社. 2017年. ISBN 9787552021080.